# Cinnamomum scortechinii
Cinnamomum scortechinii är en lagerväxtart som beskrevs av James Sykes Gamble. Cinnamomum scortechinii ingår i släktet Cinnamomum och familjen lagerväxter. Utöver nominatformen finns också underarten C. s. selangorense.